# Hecatonicosacoron
En geometría un hecatonicosacoron o 120-cell es uno de los seis politopos regulares convexos de 4 dimensiones, con símbolo de Schläfli {5,3,3}. Se lo considera a veces como el análogo tetradimensional del dodecaedro, razón por la que suele ser llamado también hiperdodecaedro.

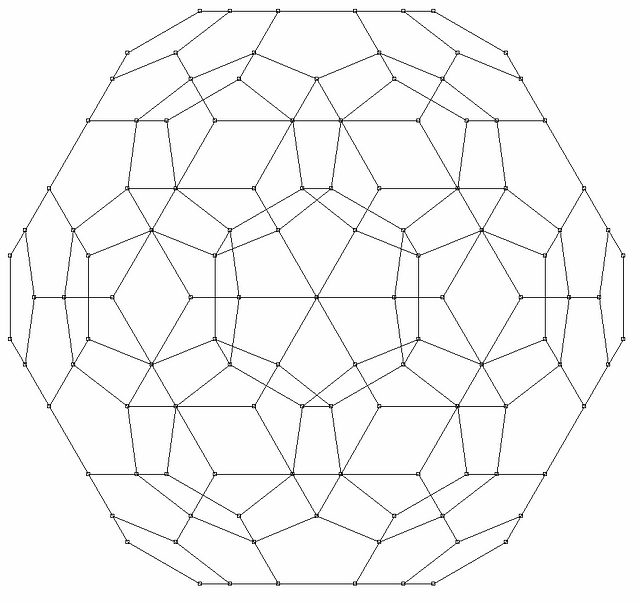
Proyección ortográfica de un 120-cell en dos dimensiones.

La envoltura del 120-cell se compone de 120 celdas, cuatro de las cuales se encuentran en cada vértice.
- En conjunto tienen 720 caras pentagonales, 1200 aristas y 600 vértices.
- Hay 4 dodecaedros, 6 pentágonos y 4 aristas que se encuentran en cada vértice.
- Hay tres dodecaedros y 3 pentágonos que se encuentran en cada arista.

Objetos relacionados:
- El politopo dual del hecatonicosacoron es el hexacosicoron o 600-cell.
- La figura de vértice del 120-cell es un tetraedro.